# Gare de Cellettes
La gare de Cellettes était une gare ferroviaire française de la ligne de Blois à Saint-Aignan-sur-Cher (voie étroite), située sur le territoire de la commune de Cellettes, dans le département de Loir-et-Cher en région Centre-Val de Loire.
Elle est mise en service en 1899 par la Compagnie des tramways de Loir-et-Cher, pour le compte de la Compagnie du chemin de fer de Paris à Orléans (PO) concessionnaire, et fermée en 1934.

## Situation ferroviaire
Établie à 76 mètres d'altitude, la gare de Cellettes était située sur la ligne de Blois à Saint-Aignan-sur-Cher, entre les gares de Blois-Vienne (s'intercalait la halte du Point-du-jour) et de Chitenay-Cormeray. C'était une gare de bifurcation avec la ligne de Cellettes à Montrichard (échange).
Les deux lignes ont une voie unique à écartement métrique.

## Histoire
Le projet du tracé de la ligne de Saint-Aignan-Noyers à Blois-Vienne comporte trois sections, la première débute à Blois et se termine près de Cellettes au kilomètre 6,500 et la deuxième débute près de Cellettes et aboutit à Fresnes, la troisième rejoint la gare de Saint-Aignan-Noyers. Les projets de tracé ont été fixés par les décisions ministérielle du 23 juillet 1896 pour la première et la troisième section et du 16 novembre pour la deuxième section. Ce projet comporte l'établissement d'une station à Cellettes. 
En 1898, le projet a évolué, le tracé est maintenant réparti en cinq sections, les enquêtes parcellaires ont eu lieu et les expropriations sont en cours. Cellettes est l'une des six stations intermédiaires de la ligne. 
En avril 1899, la voie est posée sur toute la longueur de la ligne et les bâtiments de la station de Cellettes sont presque terminés. 
L'ouverture de l'exploitation a lieu le 15 mai 1899, la « station de Cellettes » est précédée, par la « halte du Point-du-Jour » qui s'intercale après la « gare de Blois-Vienne », et suivie par la « station de Chitenay-Cormeray » en direction de la « gare de Saint-Aignan ». Les travaux ont été réalisés par la Compagnie des tramways de Loir-et-Cher pour le compte de la Compagnie du chemin de fer de Paris à Orléans (PO), concessionnaire, qui lui en a confié l'exploitation.
En 1900, la gare de Cellettes devient une gare de bifurcation avec l'ouverture de la ligne de Blois-Vienne à Montrichard, qui utilise la voie en commun entre Blois-Vienne et Cellettes.
Les deux lignes et donc la gare sont fermées au trafic ferroviaire en 1934.

## Service des voyageurs
Gare fermée et désaffectée. 

## Après le ferroviaire
Aujourd'hui la gare est une maison pour les jeunes. Le trafic a été reporté sur la route, il est assuré par des bus qui desservent les communes.